# Hansjürgen Karge
Hansjürgen Karge (* 1941) ist ein deutscher Jurist. Er war von 1995 bis 2006 Generalstaatsanwalt des Landes Berlin.

## Leben
Karge begann seine juristische Laufbahn im Jahr 1971 bei der Staatsanwaltschaft Darmstadt. Anschließend arbeitete er als Referent im hessischen Justizministerium und anschließend bei der Generalbundesanwaltschaft in Karlsruhe. Nach der Wende wurde er nach Suhl abgeordert, um dort eine Staatsanwaltschaft aufzubauen. Anschließend arbeitete er bis 1995 bei der Staatsanwaltschaft Marburg.
Karge war von 1995 bis 2006 Generalstaatsanwalt des Landes Berlin. Er stand damit der größten Staatsanwaltschaft Deutschlands vor. Von Anfang an war er in der Behörde umstritten, sein Führungsstil galt als selbstherrlich, ihm untergeordnete Staatsanwälte wollten lieber Berlin verlassen, als weiter ihm zu unterstehen. Nachdem er im Zusammenhang mit dem Berliner Bankenskandal der Berliner Justizsenatorin Karin Schubert vorwarf, der Bevölkerung bei der Aufklärung des Falls zu viel versprochen zu haben, wählte das Abgeordnetenhaus von Berlin auf ihren Antrag Karge als Generalstaatsanwalt von Berlin ab. Dieser klagte vor dem Verwaltungsgericht Berlin gegen seine Abwahl und bekam recht, sodass er sein Amt weiter behalten durfte. Später leitete er unter anderem den Fußball-Wettskandal 2005. 
Im Juni 2003 wurde Karge von Michael Naumann angesichts der Pressearbeit der Berliner Staatsanwaltschaft im Ermittlungsverfahren gegen Michel Friedman in einer Talkshow als „durchgeknallter Staatsanwalt“ bezeichnet. Die darauf folgende Verurteilung wegen Beleidigung wurde vom Bundesverfassungsgericht aufgehoben, da die vorbefassten Gerichte diese Bezeichnung zu Unrecht als generell unzulässige Schmähkritik angesehen und deshalb die hier gebotene Abwägung zwischen dem Persönlichkeitsrecht des Geschädigten und der Meinungsfreiheit des Beschwerdeführers nicht vorgenommen haben
Im Jahr 2005 zeigte der damalige Fraktionschef der Grünen im Berliner Abgeordnetenhaus Volker Ratzmann Karge wegen öffentlicher Aufforderung zu Straftaten an, weil dieser auf einem CDU-Parteitag zum Thema Jugendkriminalität äußerte, er lasse sich bei der Kindererziehung „einen Klaps nicht verbieten“.
Nach seiner Pensionierung äußerte Karge am 1. August 2010 in der ARD-Talkshow Anne Will, dass er seiner Tochter im Falle einer Vergewaltigung von einer Anzeige bei der Polizei abraten würde. Diese Aussage löste in der Öffentlichkeit eine Welle der Entrüstung aus, vor allem Kollegen bei der Polizei und der Staatsanwaltschaft äußerten völliges Unverständnis, ihr Bemühen um höhere Aufklärungsquoten und besseres Eingehen auf Vergewaltigungsopfer werde durch solche Aussagen faktisch konterkariert.